# Hwang Chansung
Hwang Chan-sung (em coreano:  황찬성, nascido em 11 de fevereiro de 1990), também conhecido como Chansung, é um cantor, rapper, compositor e ator sul-coreano. Ele é membro da boy band coreana 2PM. Ele fez sua estreia como ator na série de comédia Unstoppable High, de 2006, e desde então estrelou o drama japonês Kaitō Royale (2011) e 7th Grade Civil Servant (2013).

## Início da vida
Hwang nasceu em Seul, na Coreia do Sul, onde ainda reside. Ele estudou na Korean Arts High School e fez graduação na Howon University (Gunsan, Coreia do Sul) com seus colegas de banda Jun-ho e Wooyoung. Além disso, junto com Jun-ho, ele continua o mestrado em cinematografia na Universidade Sejong.

## Carreira

### Pré estréia
Hwang era um ator de televisão, tendo desempenhado papéis na comédia de comédia da MBC de 2006, Unstoppable High Kick, e depois no drama adolescente de 2008 da KBS2, Jungle Fish. O drama ganhou vários prêmios, incluindo o Prêmio Peabody. Foi também nessa época, em 2006, que ele fez o teste e foi nomeado um dos doze finalistas (incluindo seus futuros companheiros de banda Jun-ho e Taecyeon) para competir no show "Superstar Survival".

### Carreira musical
Em 2008, participou do Hot Blood Men da Mnet que acompanha o treinamento extremo de 13 trainees para se tornarem integrantes da boy band One Day. One Day gerou duas boy bands, 2AM e 2PM, das quais o último Hwang se tornou membro. Seis meses depois que Hot Blood foi ao ar na TV, 2PM estreou com seu primeiro single "10점 만점에 10점" ("10 Points out of 10 Points")  de seu primeiro EP Hottest Time of the Day, mas não foi até o segundo EP, 2:00PM Time For Change, que disparou seu sucesso na indústria musical coreana. Em 2017, o grupo lançou seis álbuns de estúdio na Coreia e quatro álbuns de estúdio no Japão.

### Carreira de ator

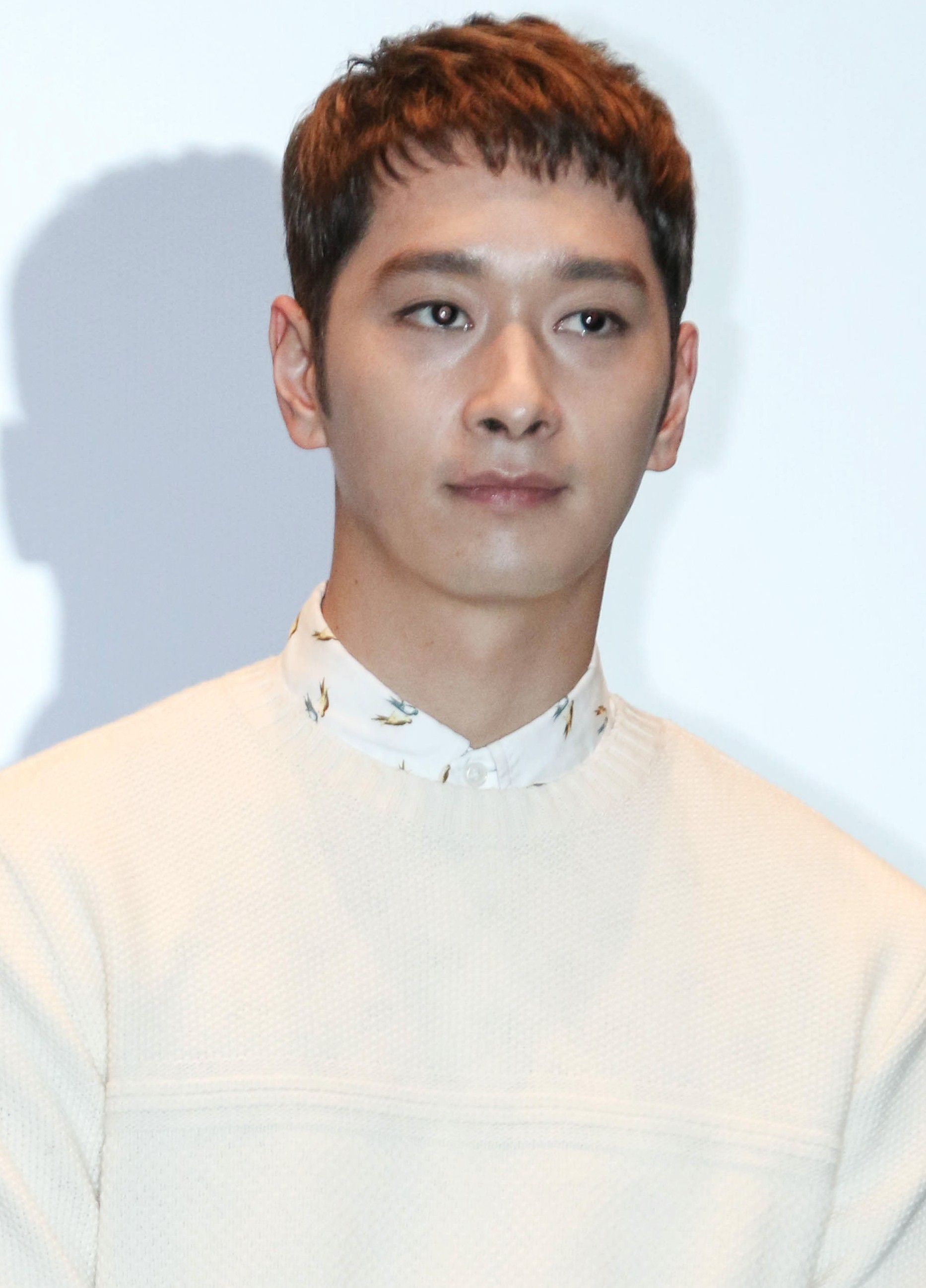
Hwang na coletiva de imprensa do Red Carpet, 2014

Em 2011, Hwang fazendo uma participação especial em Dream High como o garoto imaginário de Oh-sun (episódio 12)  e no drama japonês Kaitō Royale como Jack.
Em 23 de janeiro de 2013, Hwang teve um papel coadjuvante em uma série de comédia romântica de espionagem, 7th Grade Civil Servant, como Gong Do-ha. No mesmo ano, Hwang assume o papel do gangster novato Hyeong-ju em Your Noir.
Em 2015, ele fez uma participação especial em Dream Knight.
Em 2016, Hwang foi escalado para o drama de comédia romântica My Horrible Boss como Nam Bong-gi, depois de dois anos e meio desde o drama de 2013 Your Noir e fez outra participação impressionante no drama da SBS Dr. Romantic.
Em 2017, ele estava escalando para uma aparição especial como o ex-namorado de Eun Bong Hee (Nam Ji Hyun) no drama da SBS Suspicious Partner e ele apareceu no drama da KBS2 Queen for Seven Days como Seo No, o guarda-costas e amigo de Lee Yeok (Yeon Woo Jin). No mesmo ano, ele fez sua estreia oficial como ator de teatro na peça My Love, My Bride e no musical Altar Boyz no Japão, Hwang desempenhou o papel do líder da banda, Matthew.
Em 2018, Hwang estrelou o drama da TvN What's Wrong with Secretary Kim e recebeu dois prêmios após seu trabalho, Hallyu Star Award e Male Excellence Award no 11th Korea Drama Awards. Ele então estrelou uma série promocional da web produzida para Lotte Duty Free Shop, Secret Queen Makers no primeiro e no segundo episódios.
Em 2018, ele fez uma participação especial no drama de comédia romântica Touch Your Heart. ele fez o papel de um entregador que chama a atenção do tímido advogado Dan Moon Hee (Park Kyung Hye).
Em 7 de fevereiro de 2020, Hwang estrelou a série My Holo Love da Netflix.
Em 2021, Hwang e Nichkhun fizeram participações especiais em Vincenzo para apoiar seu colega de grupo Ok Taec-yeon, que conseguiu um papel na série.
Em 30 de abril de 2021, o drama de Hwang,So I Married the Anti-fan, estreou na Naver TV, com transmissão simultânea através do V Live e das plataformas globais iQIYI, Viki e Amazon Prime Video no Japão. O drama foi originalmente filmado em 2018 e baseado no romance de 2010, So I Married The Anti Fan, que foi transformado em um webtoon e também adaptado para um filme chinês.
Em 15 de dezembro de 2021, Hwang anunciou que encerraria seu contrato com JYP Entertainment em janeiro de 2022. Em 3 de março de 2022, Hwang assinou um contrato exclusivo com L'July Entertainment.
Em agosto de 2022, Hwang abriu o canal de culinária do YouTube 'Yochan Lee'.
Em dezembro de 2022, Hwang realizou sua primeira exposição fotográfica individual 'NAHC NAHC' no salão de exposições no 3º andar do AK Plaza em Hongdae, de 6 a 12 de janeiro de 2023.

## Vida pessoal
Hwang fala coreano fluentemente, japonês intermediário e inglês básico. Ele também é um artista marcial treinado, tendo alcançado altos níveis no Taekwondo e no Kumdo. Hwang revelou no Our Neighborhood Arts and Physical Education que é faixa preta de 3º grau em Taekwondo. Em 1º de junho de 2012, a JYP Entertainment anunciou através de seu Twitter oficial que Hwang abriu uma academia de ginástica com seu treinador de peso, Hwang Mo A academia está localizada em Nohyun-dong (논현동), Seul.
Hwang se alistou no Exército para o serviço militar obrigatório em 11 de junho de 2019, e recebeu alta em 5 de janeiro de 2021.

### Relacionamento e casamento
Em 15 de dezembro de 2021, foi anunciado que a noiva de Hwang estava grávida e que eles se casariam no início do próximo ano. Seu primeiro filho, uma menina, nasceu em 26 de julho de 2022.

## Filmografia

### Filmes
| Ano  | Título                                 | Papel        | Notas            | Ref.   |
| ---- | -------------------------------------- | ------------ | ---------------- | ------ |
| 2012 | Beyond the ONEDAY ~Story of 2PM & 2AM~ | Ele mesmo    |                  |        |
| 2014 | Red Carpet                             | Kim Dae Yoon |                  | [ 44 ] |
| 2014 | A Dynamite Family                      | Soo-geun     |                  | [ 45 ] |
| 2015 | I Wanna Hold Your Hand                 | Ji-oh        | Cameo            | [ 46 ] |
| 2015 | Wasure Yuki                            | Yoon Tae-oh  |                  | [ 47 ] |
| 2017 | Midnight Runners                       | Ele mesmo    | Cameo            |        |
| 2023 | Hong Kong is in me                     |              | Curtas-metragens | [ 48 ] |

### Séries de televisão
| Ano       | Título                                  | Papel                                                               | Notas                                | Ref.          |
| --------- | --------------------------------------- | ------------------------------------------------------------------- | ------------------------------------ | ------------- |
| 2006      | High Kick!                              | Hwang Chan-sung                                                     |                                      |               |
| 2008      | Jungle Fish                             | Park Young Sam                                                      |                                      | [ 6 ]         |
| 2011      | Dream High                              | O garoto imaginário de Oh-sun                                       | Cameo (Ep. 12)                       |               |
| 2011      | Kaitō Royale                            | Jack                                                                |                                      |               |
| 2013      | 7th Grade Civil Servant                 | Gong Do-ha                                                          |                                      | [ 14 ]        |
| 2013      | Votre Noir                              | Kim Hyung-joo                                                       |                                      | [ 15 ]        |
| 2016      | My Horrible Boss                        | Nam Bong-gi                                                         |                                      | [ 17 ]        |
| 2016      | Dr. Romantic                            | Young Gyun                                                          | Participação especial (Ep. 8, 11–12) |               |
| 2017      | Suspicious Partner                      | Jang Hee-joon                                                       | Participação especial                | [ 49 ]        |
| 2017      | Queen for Seven Days                    | Seo-não                                                             |                                      | [ 50 ]        |
| 2018      | O que há de errado com a secretária Kim | Vá Gwi-nam                                                          |                                      | [ 51 ]        |
| 2019      | Touch Your Heart                        | Chansung                                                            | Cameo (Ep. 3, 5)                     | [ 52 ]        |
| 2021      | Vincenzo                                | protagonistas do drama da UCN "The Age of Stray Dogs and Wild Dogs" | Cameo (Ep. 12)                       | [ 53 ]        |
| 2021–2022 | Show Window: The Queen's House          | Han Jung-ganhou                                                     |                                      | [ 54 ] [ 55 ] |
| 2022      | Now, We Are Breaking Up                 | Kim Soo Min                                                         | Cameo (Ep.16)                        | [ 56 ]        |
| 2023      | Bo-ra! Débora                           | Noh Joo-wan                                                         |                                      | [ 57 ]        |
| 2024      | Gaslighting                             | Roh Young-min                                                       |                                      | [ 58 ]        |

### Web series
| Ano  | Título                    | Papel          | Notas         | Ref.   |
| ---- | ------------------------- | -------------- | ------------- | ------ |
| 2015 | Dream Knight              | Ele mesmo      | Cameo (Ep. 3) | [ 16 ] |
| 2018 | Secret Queen Makers       | Chansung       |               |        |
| 2020 | My Holo Love              | Baek Chan-sung |               |        |
| 2021 | So I Married the Anti-fan | JJ             |               | [ 59 ] |

### Programa de variedades
| Ano  | Título            | Notas             | Ref. |
| ---- | ----------------- | ----------------- | ---- |
| 2014 | If You Love       | Episódios 1-13    |      |
| 2016 | Law of the Jungle | Episódios 203-211 |      |

## Teatro
| Ano  | Título           | Papel    | Notas          | Ref.   |
| ---- | ---------------- | -------- | -------------- | ------ |
| 2017 | My Love My Bride | Youngmin |                | [ 60 ] |
| 2017 | Altar Boyz       | Mateus   | Versão coreana |        |
| 2017 | Interview        | Sinclair |                | [ 61 ] |
| 2018 | Smoke            | Hae      |                |        |

## Discografia

### Mini-album
| Título  | Detalhes do álbum | Vendas        |
| ------- | --- | ------------- |
| Complex | - Released: May 23, 2018 - Label: Epic Records Japan - Format: CD, digital download Track listing 1. Treasure 2. Fireworks 3. 何度でも 4. Fading Away 5. 夜に 6. Treasure (Instrumental) 7. Baby (Limited Edition B only) 8. Mayday -CHANSUNG ver.- (Limited Edition B only) 9. MAKE LOVE -CHANSUNG ver.- (Limited Edition B only) 10. Shining Star -CHANSUNG ver.-(Limited Edition only) | - JPN: 16.002 |

### Colaborações
| Ano  | Artista          | Título da música                         | Álbum                          |
| ---- | ---------------- | ---------------------------------------- | ------------------------------ |
| 2010 | Joo ft. Chansung | "Not Even In The Movies" (영화도 안보니) | Heart Made                     |
| 2011 | 2AM ft. Chansung | "To Her" (그녀에게)                      | Can't Let You Go Even If I Die |

### Composições
| Data de lançamento     | Título                                                            | Artista                               | Álbum                          |
| ---------------------- | ----------------------------------------------------------------- | ------------------------------------- | ------------------------------ |
| 6 de maio de 2013      | Coming Down                                                       | 2PM                                   | Grown                          |
| 6 de maio de 2013      | Perfume                                                           | Chansung                              | Grown (Grand Edition only)     |
| 15 de setembro de 2014 | Mine                                                              | 2PM                                   | Go Crazy!                      |
| 15 de setembro de 2014 | Boyfriend                                                         | 2PM                                   | Go Crazy!                      |
| 15 de setembro de 2014 | The Word, Love (사랑한단 말)                                      | Chansung e Taecyeon                   | Go Crazy! (Grand Edition only) |
| 15 de setembro de 2014 | Please Come Back                                                  | Chansung e Taecyeon feat. Baek A-yeon | Go Crazy! (Grand Edition only) |
| 15 de junho de 2015    | Hotter Than July (여름보다 뜨거운 너; Yeoreumboda tteugeonun neo) | 2PM                                   | No.5                           |
| 15 de junho de 2015    | Wanna Love You Again                                              | 2PM                                   | No.5                           |
| 15 de junho de 2015    | Good Man                                                          | 2PM                                   | No.5                           |
| 27 de abril de 2016    | Shining Star                                                      | 2PM                                   | Galaxy of 2PM                  |
| 13 de setembro de 2016 | Uneasy                                                            | 2PM                                   | Gentlemen's Game               |
| 13 de setembro de 2016 | Make Love                                                         | 2PM                                   | Gentlemen's Game               |
| 13 de setembro de 2016 | Can't Stop Feeling                                                | 2PM                                   | Gentlemen's Game               |

## Prêmios e indicações
| Ano  | Prêmio                        | Categoria                  | Trabalho nomeado                                                                                           | Resultado | Ref.   |
| ---- | ----------------------------- | -------------------------- | --- | --------- | ------ |
| 2010 | Korea Jewelry Awards          | Diamond Awards             | Nichkhun and Chansung                                                                                      | Venceu    | [ 63 ] |
| 2010 | Men's Health                  | Best Cover Model           | style="background: #ececec; color: grey; vertical-align: middle; text-align: center; " class="table-na"\|— | Venceu    | [ 64 ] |
| 2013 | 49º Prêmio Baeksang de Artes  | Ator mais popular (TV)     | style="background: #ececec; color: grey; vertical-align: middle; text-align: center; " class="table-na"\|— | Indicado  |        |
| 2018 | 11º Prêmio de Drama da Coreia | Prêmio de Excelência, Ator | O que há de errado com a secretária Kim                                                                    | Venceu    | [ 24 ] |
| 2018 | 11º Prêmio de Drama da Coreia | Estrela Hallyu             | O que há de errado com a secretária Kim                                                                    |           | [ 24 ] |